# Djalma Campos
Djalma Braume Manuel Abel Campos (Luanda, Angola, 30 de mayo de 1987), más conocido como Djalma Campos, es un futbolista angoleño. Juega de delantero y su equipo es el C. D. Trofense de la Segunda División de Portugal.
También juega para la selección de fútbol de Angola.

## Trayectoria

### Inicios
Comenzó su carrera jugando en equipos de Lisboa. Desde 2001, jugó en el equipo juvenil del Alverca junto a su compatriota y compañero en la selección, Mantorras. Estuvo dos temporadas en el Alverca hasta que decidió continuar si formación en el Loures donde estuvo otras dos temporadas. Luego se marchó al Estoril.

### Marítimo
En 2006 fichó por Marítimo en el cual comenzó a jugar en el conjunto sub-19. Se integró rápidamente al equipo B donde jugó 19 partidos y marcó 4 goles. El 5 de mayo de 2007, debutó en el primer equipo en la jornada 28 de la Primera División de Portugal frente al Académica de Coimbra. En la siguiente temporada jugó en 15 ocasiones y marcó dos goles. Djalma se convirtió en un jugador importante para el club madeirense en las campañas posteriores. En su última temporada en el Marítimos, convirtió 5 goles en 27 partidos. Jugó en 110 ocasiones para el conjunto de Funchal y anotó 18 tantos.
Varios equipos mostraron su interés por él. Sin embargo, el F. C. Porto se adueñó de sus servicios.

## Selección nacional
Ha sido internacional con la selección de fútbol de Angola en 46 ocasiones y ha marcado 8 goles. Su debut se produjo el 19 de noviembre de 2008 ante el seleccionado de Venezuela (0-0). Anotó su primer gol internacional el 10 de octubre de 2009 ante el combinado de Malta (2-1).
Ha sido convocado a dos ediciones de la Copa Africana de Naciones siendo titular en ambas.

### Participaciones en Copas Africanas
| Copa                           | Sede                      | Resultado        | Partidos | Goles |
| ------------------------------ | ------------------------- | ---------------- | -------- | ----- |
| Copa Africana de Naciones 2010 | Angola                    | Cuartos de final | 4        | 0     |
| Copa Africana de Naciones 2012 | Gabón y Guinea Ecuatorial | Primera fase     | 3        | 0     |

## Clubes
| Club                     | País     | Año       |
| ------------------------ | -------- | --------- |
| C. S. Marítimo B         | Portugal | 2007-2011 |
| C. S. Marítimo           | Portugal | 2007-2011 |
| F. C. Porto              | Portugal | 2011-2015 |
| Kasımpaşa S. K. (cedido) | Turquía  | 2012-2013 |
| Konyaspor (cedido)       | Turquía  | 2013-2015 |
| Gençlerbirliği S. K.     | Turquía  | 2015-2016 |
| PAOK de Salónica F. C.   | Grecia   | 2016-2018 |
| Alanyaspor               | Turquía  | 2018-2020 |
| S. C. Farense            | Portugal | 2020-2021 |
| C. D. Trofense           | Portugal | 2022-     |

## Palmarés

### Títulos nacionales
| Título                | Club                   | País     | Año  |
| --------------------- | ---------------------- | -------- | ---- |
| Supercopa de Portugal | F. C. Porto            | Portugal | 2011 |
| Primeira Liga         | F. C. Porto            | Portugal | 2012 |
| Supercopa de Portugal | F. C. Porto            | Portugal | 2012 |
| Copa de Grecia        | PAOK de Salónica F. C. | Grecia   | 2017 |
| Copa de Grecia        | PAOK de Salónica F. C. | Grecia   | 2018 |